# کارن هوف
کارن هوف (دانمارکی: Karen Hoff؛ ۲۹ مه ۱۹۲۱ – ۲۹ فوریه ۲۰۰۰) قایقران کانو اهل دانمارک بود.
وی در مسابقات کشوری و بین‌المللی در مجموع برندهٔ ۲ مدال طلا، ۱ مدال نقره شده‌است.